# Толстой, Михаил Михайлович (1863)
Граф Михаил Михайлович Толстой (9 мая 1863— 30 августа 1927) — одесский общественный деятель, гласный городской думы, библиофил и меценат.

## Биография
Сын графа Михаила Михайловича Толстого и жены его Елены Григорьевны (1848—1926). Землевладелец Херсонской губернии (родовые 60 десятин в Одесском уезде и 3931 десятина в Александрийском уезде).
Окончил Ришельевскую гимназию (1881) и юридический факультет Новороссийского университета (1885).
По окончании университета посвятил себя общественной деятельности. Избирался гласным Одесской городской думы и участвовал во многих её комиссиях. Был почётным мировым судьёй Одесского уезда (1890—1917). Кроме того, состоял пожизненным членом Общества сельского хозяйства Южной России, членом правления Общества сельскохозяйственного птицеводства, членом Одесского библиографического общества, действительным членом Одесского общества изящных искусств, а также почётным попечителем Александрийской гимназии.
В 1897—1919 годах состоял попечителем Одесской городской публичной библиотеки и всячески содействовал её развитию. Благодаря его стараниям в 1903 году состоялся отвод земли для строительства нового здания библиотеки, которое было торжественно открыто в 1907 году. В 1909 году Михаил Михайлович приобрёл участок земли, прилегающий к территории библиотеки и передал его в дар городу с тем условием, что участок может использоваться лишь для нужд ОГПБ (в 1986 году здесь было построено новое здание книгохранилища библиотеки). На средства графа Толстого была устроена переплётная мастерская, изданы каталоги библиотеки, а также исторический очерк «Одесская городская публичная библиотека 1830—1910 г.», составленный профессором М. Г. Попруженко. В 1907 году в библиотеке по решению городской думы был открыт «Зал имени графа М. М. Толстого».
В 1903 году Михаил Михайлович и его мать на собственные средства устроили Одесскую станцию скорой медицинской помощи, ставшую первой в России. 23 января 1909 года Одесская городская дума единогласно избрала графа Толстого почётным гражданином Одессы.
В 1906 году был пожалован в камергеры, а 1 января 1914 года произведён в действительные статские советники. Из наград имел ордена св. Анны 2-й степени (1901) и св. Владимира 4-й степени (1906).
В эмиграции во Франции, затем в Швейцарии. Скончался в 1927 году в Женеве.